# Col Beckwourth
Le col Beckwourth (Beckwourth Pass en anglais) est un col de la Sierra Nevada en Californie, aux États-Unis s'élevant à une altitude de 1 591 mètres. C'est le col le moins élevé de la chaîne.
Le col est situé à l'extrémité orientale de la Sierra Valley (en) à Chilcoot-Vinton, dans le comté de Plumas en Californie, à 32 km à l'est de Portola (Californie) et à 40 km au nord-ouest de Reno, au Nevada.
La California State Route 70 (en) passe par le col Beckwourth tandis que la Feather River Route, une ligne de chemin de fer de l'Union Pacific Railroad, passe sous le col par le tunnel de Chilcoot et offrent tous deux un itinéraire alternatif entre Sacramento, en Californie, et Reno, au Nevada, quand l'Interstate 80 et la ligne de chemin de fer Overland Route (en) de l'Union Pacific Railroad, qui traversent la Sierra Nevada par le col Donner, sont impraticables en raison de tempêtes hivernales.